# 小林章
小林章（1960年—）是日本一位著名的字体设计师。最初在日本照相排版業一大公司「写研」工作，之后设计了Hiragino（ヒラギノ）明朝、AXIS字体的西文部分，在日本被誉为西文字体第一人。现任Linotype公司的字体总监，进行字体设计的指挥策划，进行了Optima等著名字体的改刻。常被聘为国际各种字体设计大赛的评委。

## 生平
1960年出生于日本新潟县新潟市，毕业于日本武藏野美术大学视觉传达设计学科，1983年开始在写研公司设计照排字模。之后在1989年赴英国留学一年半学习西文字体。1990年回到日本之后即开始Hiragino（ヒラギノ）明朝字体的工作，之后作为独立设计师在欧美的大型字体设计比赛频频获奖。与铃木功共同完成AXIS字体以后，应邀2001年加入德国LinoType公司。
小林章现在暂时停止新字体的创作，而是与赫尔曼·察普夫（Hermann Zapf）、阿德里安·弗鲁提格等字体设计大师共事，进行字体名作的改刻工作。改刻工作要保留字体原来具有的字形和魅力，从活字印刷时代的金属铅字技术的制约中解放出来，在数码环境中进行再现。工作的成果就是LinoType公司新发布的一些改刻字体系列产品。

## 主要作品
- SKID ROW
- 明朝体的西文部分
- 字体的西文部分
- AXIS字体的西文部分
- Clifford
- Woodland
- Conrad
- Scarborough
- Japanese Garden
- Seven Treasures
- Luna
- Silvermoon
- Acanthus
- Magnifico
- Vineyard
- Calcite Pro
- TTTGB-Medium 腾讯字体参与